# Jamie Morrison
Jamie Morrison (Laguna Beach (Californië), 12 november 1980) is een Amerikaanse
volleybalcoach.
Morrison werd al op 24-jarige leeftijd assistent-coach van het Amerikaanse herenteam, dat in 2008 de FIVB World League en goud tijdens de Olympische Zomerspelen 2008 in Peking won.
Sinds begin 2017 is hij, als opvolger van Giovanni Guidetti, de coach van de Nederlandse volleybalploeg (vrouwen).
In september 2017 verloor Morrison in Azerbeidzjan en Georgië met het Nederlandse team met 1-3 de finale van het Europees kampioenschap tegen het team van Servië.
In oktober 2018 bereikte hij met zijn dames tijdens het Wereldkampioenschap in Japan de halve finale, maar werd er door het team opnieuw met 1-3 verloren van Servië.
Morrison kreeg het nationale vrouwenteam in 2019 niet op het gewenste niveau. In Italie ging de beslissingswedstrijd voor rechtstreekse olympische plaatsing in Tokio verloren met 0-3. Tijdens de EK in Turkije werd in kwartfinale wederom met 0-3 van het gastland verloren. Vervolgens werden er in de World Cup in Japan zes nederlagen geleden. 
On grond van de teleurstellende resultaten en de ontbrekende chemie tussen Morrison en zijn teamleden werd hij op 5 oktober 2019 bedankt voor zijn diensten.
Een maand later maakte technisch directeur Joop Alberda bekend dat hij als bondscoach zal worden opgevolgd door de Italiaanse topcoach Giovanni Caprara.